# Estrela de Davi
Estrela de Davi (português brasileiro) ou Estrela de David (português europeu) (✡︎) (em hebraico: מגן דוד, romaniz. Magen David), conhecida também como Escudo de Davi(d), é um símbolo em forma de estrela formada por dois triângulos sobrepostos, iguais, tendo um a ponta para cima e outro para baixo (✡︎), utilizado pelo judaísmo .

Estrela de Davi, na bandeira de Israel

A palavra magen significa escudo, broquel, defesa, governante, homem armado, escamas. O substantivo magen, refere-se a um objeto que proporciona cobertura e proteção ao corpo durante um combate.

## Origem do símbolo entre os israelitas

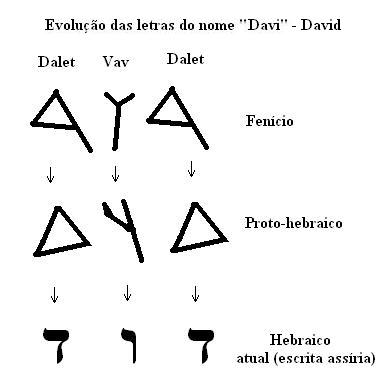
O nome do rei Davi escrito em letras hebraicas

De acordo com a tradição judaica, este símbolo era desenhado ou encravado sobre os escudos dos guerreiros do exército do rei Davi. Esta tradição teve origem no fato de o nome hebraico para Davi (pronunciado David) ser escrito originalmente por três letras do alfabeto hebraico - Dalet, Vav e Dalet. Estas duas letras Dalet tinham uma forma triangular no alfabeto hebraico usado até então, uma variação do alfabeto fenício, conhecido como proto-hebraico. Estas duas letras então eram encravadas nos escudos dos soldados uma sobreposta a outra, formando uma espécie de estrela. Apesar de ser uma explicação plausível, carece de provas históricas ou arqueológicas para confirmá-la.
Este símbolo apareceu primeiramente ligado aos judeus já na Era do Bronze - no século IV a.C. -  num selo judaico achado na cidade de Sidom. Também aparece em muitas sinagogas antigas na terra de Israel datadas da época do Segundo Templo e até mesmo em algumas depois de sua destruição pelos romanos. Não lhe era dado, ao menos aparentemente, um significado tão especial ou místico, mas ornamental, assim como muitas Estrelas de Davi foram achadas ao lado de “Escudos de Salomão” (estrelas de cinco pontas ou pentagramas) e, curiosamente, ao lado de suásticas. Um exemplo é o friso da sinagoga de Cafarnaum (século II ou III da era cristã) e uma lápide (ano 300 da era cristã), encontrada no sul da Itália. Apesar disso, a Estrela de Davi não aparece entre os símbolos judaicos mais importantes do período helenístico.
O testemunho mais antigo deste emblema na  judaica é mostrado no livro do sábio caraíta Yehudah ben Eliahu Hadasi, que viveu no século XII, em seu livro “Eshkol Hakofer”. No capítulo 242, ele expõe costumes de pessoas do povo que aos poucos foram mudando o símbolo do Escudo de Davi de um simples selo para um tipo de signo místico ou amuleto: “e os sete anjos na Mezuzá foram escritos - Miguel e Gabriel [...] o Eterno irá guardar-te e este símbolo chamado Escudo de Davi é escrito em todos os anjos e no final da Mezuzá...”. Assim sendo, já naquela época, este símbolo tinha um caráter místico, sendo freqüentemente gravado como uma forma de amuleto, protetor.
A identificação efetiva da Estrela de Davi com o Judaísmo começou na Idade Média. Em 1354, o rei Carlos IV (Karel IV)  concedeu o privilégio à comunidade judaica de Praga de ter sua própria bandeira. Os judeus  confeccionaram, num fundo vermelho, um hexagrama, a Estrela de Davi, em ouro. Documentos referem-se a este símbolo como sendo a “bandeira do rei Davi“. Em Praga, a estrela de seis pontas – sempre chamada de “Maguen David” – passou a ser usada tanto em sinagogas, como no selo oficial da comunidade e em livros impressos. No século XIX, difundiu-se o símbolo da Estrela de Davi também nos carimbos de judeus e sobre cortinas das Arcas Santas das sinagogas.
Junto com parte dos judeus devotos, expandiu-se a alegação de que a origem do símbolo da Estrela de Davi estava diretamente ligada às flores que adornavam a Menorá - candelabro de sete braços que fazia parte dos objetos do Templo em Jerusalém – feitas numa forma de relevo de lírios de seis pétalas, que faziam uma silhueta parecida com a forma da Estrela de Davi. Entre os que crêem nesta suposta origem do famoso símbolo, há uma interpretação que a Estrela de Davi foi feita diretamente pelas mãos do próprio Deus de Israel.

## As diferentes influências no símbolo

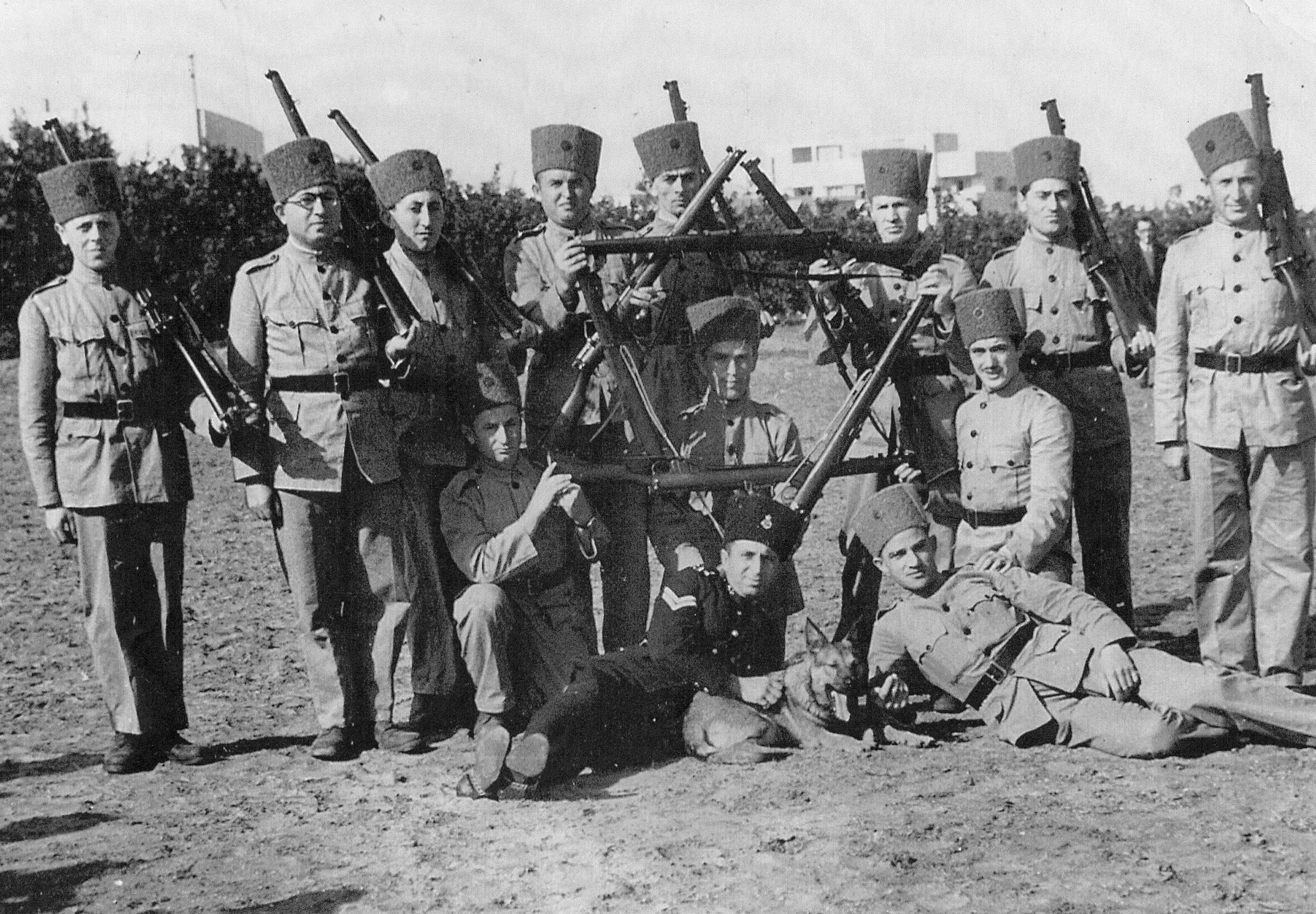
Guardas do Notrim formando a Estrela de Davi com seus fuzis, c. 1941.

Existem intérpretes que argumentam que o lírio branco é composto por seis pétalas num estilo parecido com a Estrela de Davi. De fato, esta é a flor que é identificada com o povo de Israel no livro bíblico de Cântico dos Cânticos.
Há pensadores que, viram no conceito de “Estrela de Davi” e nos dois triângulos que a compõem uma ligação ou conexão com o elemento macho (o triângulo com a ponta voltada para cima, constituindo o símbolo masculino) e com o elemento fêmea (o triângulo voltado para baixo, constituindo a forma de um receptáculo). Há os que viram neste símbolo a relação entre o elemento celestial que aspira para a terra seu poder (o triângulo com a ponta para baixo), contra o elemento terrestre que aspira para o céu sua influência (o triângulo que aponta para cima). Outros pensadores argumentaram que a Estrela de Davi constituída por seis pontas representaria o domínio celestial sobre os quatro ventos, sobre o que está em cima e sobre o que está embaixo na terra.
De acordo com a Cabala (mística judaica), a Estrela de Davi insinua a representação das sete emanações divinas (sefirot) inferiores. Cada triângulo dos seis triângulos que formam os lados da estrela representariam uma emanação e o centro dos triângulos maiores sobrepostos da Estrela de Davi representariam a emanação denominada Malchut. O filósofo Franz Rosenzweig deu uma outra interpretação muito peculiar à Estrela de Davi, quando afirmou que um dos triângulos constituintes do símbolo seria a representação da base de focos que caracterizam o pensamento do mundo – Deus, o homem e o mundo.  Obviamente, havia filósofos que não criam na existência de Deus, de um mundo metafísico ou de uma humanidade separada do mundo real, mas ainda estes focos constituíam, na sua opinião, a base da filosofia de sua geração. O outro triângulo representaria, na sua cogitação, a posição do Judaísmo nestes assuntos. Num nível bem básico, o Judaísmo se ocuparia na reflexão sobre as relações que existem entre estes fatores, no tocante aos três fundamentos principais do Judaísmo, na opinião de Rosenzweig: a Criação (a relação entre Deus e o mundo), a revelação (a relação entre Deus e o homem) e a redenção (a relação entre o homem e o mundo).

## Usos do símbolo
Durante a Alemanha Nazista, os judeus que estavam aprisionados em campos de concentração possuíam a "estrela dos judeus" costurada em sua camisa. Dentro da estrela de Davi, ficava escrita a palavra "Jude", que em alemão significa "Judeu". O símbolo era usado para facilitar a identificação dos Judeus.

Estrela de Davi amarela criada pelos nazistas na Segunda Guerra Mundial.

Depois do estabelecimento do Estado de Israel, quando não foi aceita a proposta de Herzl no tocante de uma bandeira com sete estrelas e outra ideia de uma com sete Escudos de Davi, o Conselho do Estado Provisório aceitou a decisão do comitê de uma outra proposta de um símbolo e de uma bandeira, confirmados em 28 de outubro de 1948. E assim mudou a estrela de Davi de um simples símbolo judaico ornamental para o nível de símbolo supremo do recém estabelecido Estado judeu, sendo parte central da bandeira da nação, tendo por cima e por baixo dela duas faixas azul-celestes. Porém, os cidadãos árabes do novo Estado argumentaram que não se identificavam com uma bandeira que era composta unicamente por símbolos judaicos – a Estrela de Davi e uma representação, por meio das duas faixas azuis, do xale de orações judaico (chamado em hebraico de Talit). Os participantes do grupo Naturê Karta também pararam de usar a Estrela de Davi depois deste evento, argumentando que este era um símbolo que representava um Estado sionista.
De maneira semelhante a como são representadas organizações como a Cruz Vermelha e o Crescente Vermelho, usando símbolos de destaque de suas religiões, a organização israelita de ajuda humanitária e médica, denominada Escudo de Davi Vermelho (em hebraico Maguen David Adom), é representada – como o próprio nome já diz -  por uma estrela de Davi vermelha como símbolo oficial. Esta organização de pronto-socorro médico, porém, não alcançou ainda um reconhecimento oficial internacional como as suas correspondentes nos países cristãos ou muçulmanos.

## Galeria

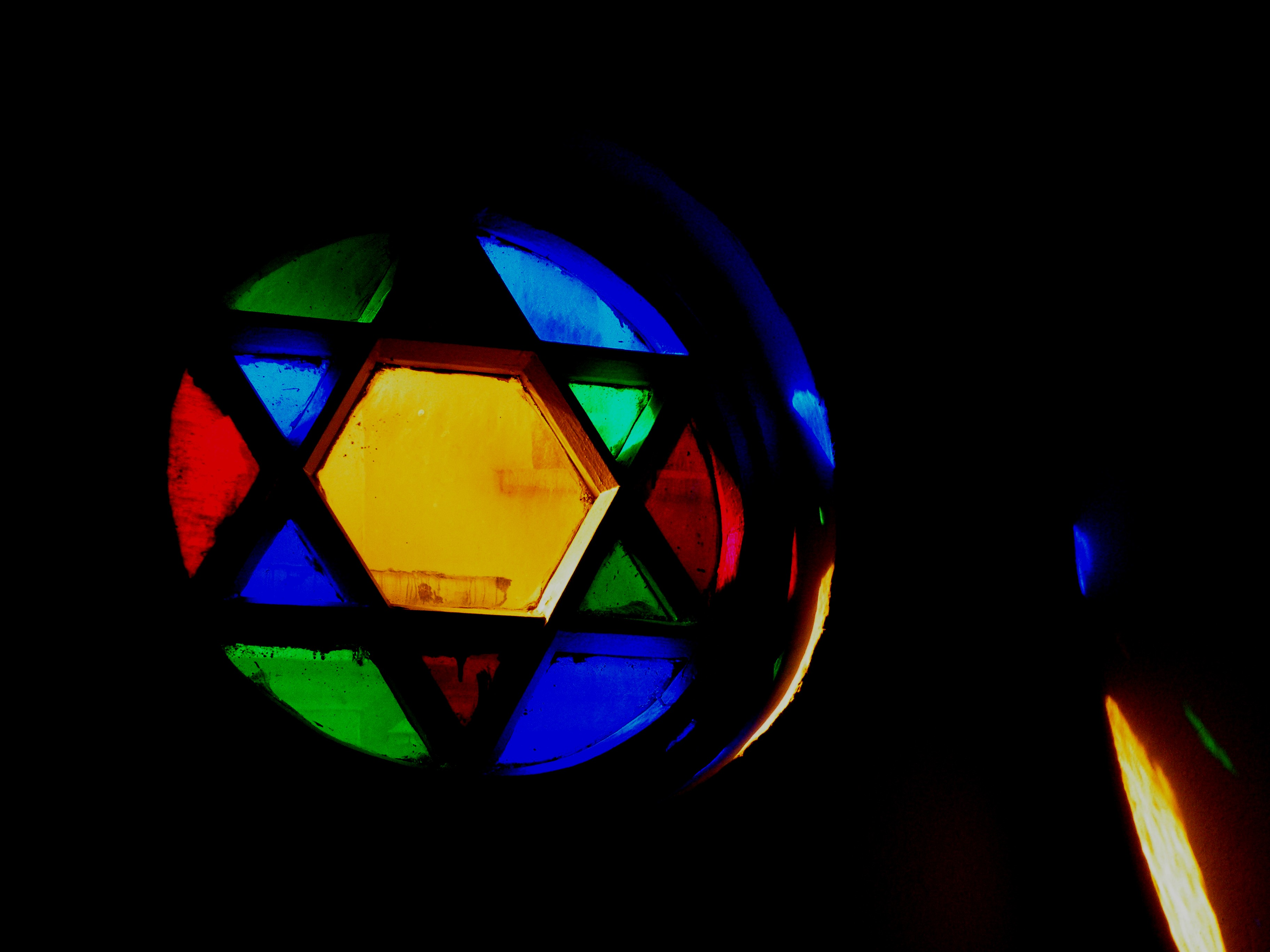
Estrela na Sinagoga de Schneider, Istambul
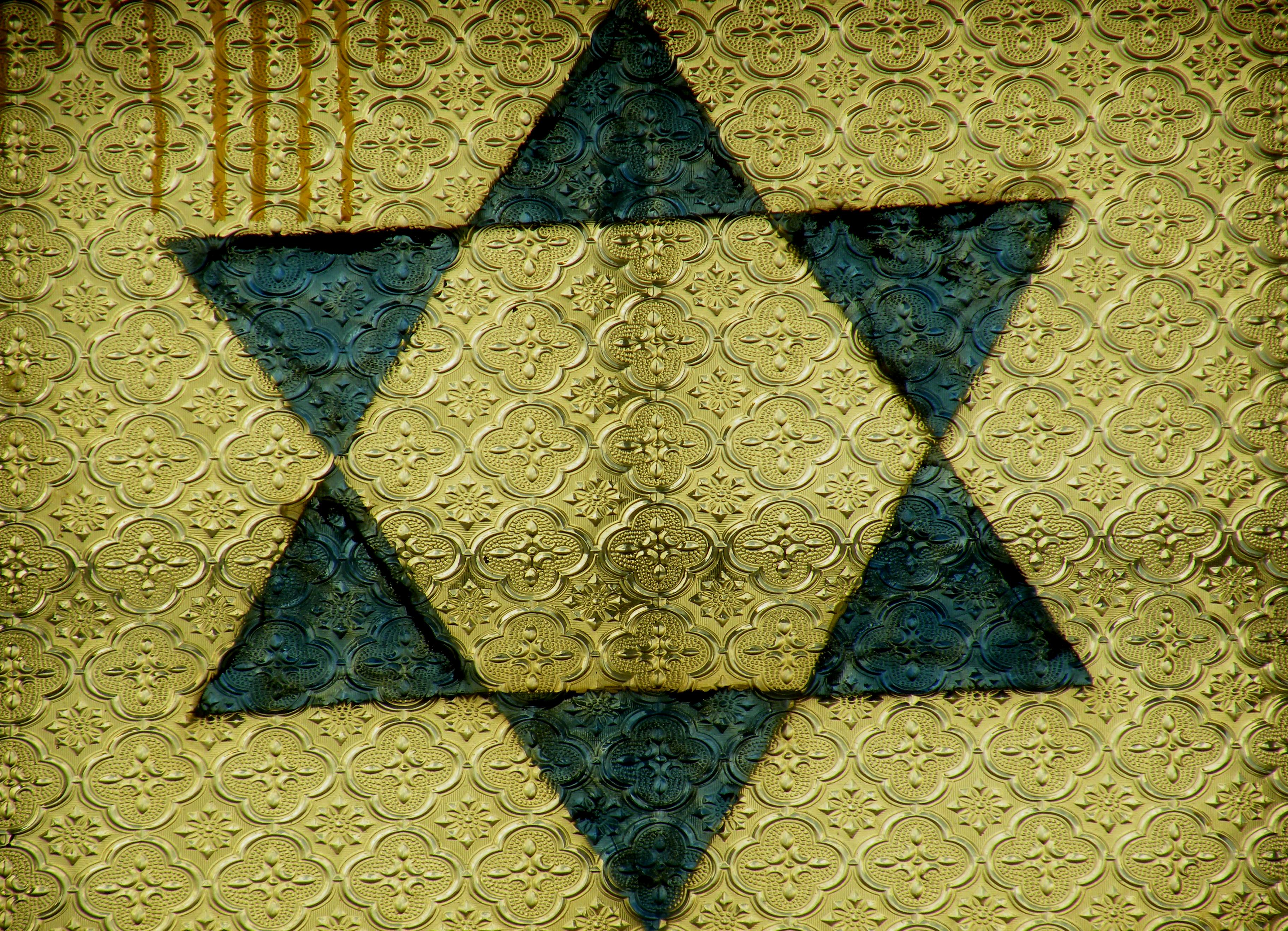
Estrela na Sinagoga Ari Ashkenazi, Safed
O emblema Magen David Adom
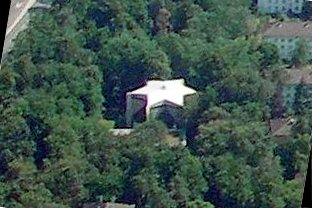
Uma sinagoga em Karlsruhe, Alemanha, com o contorno de uma Estrela de David
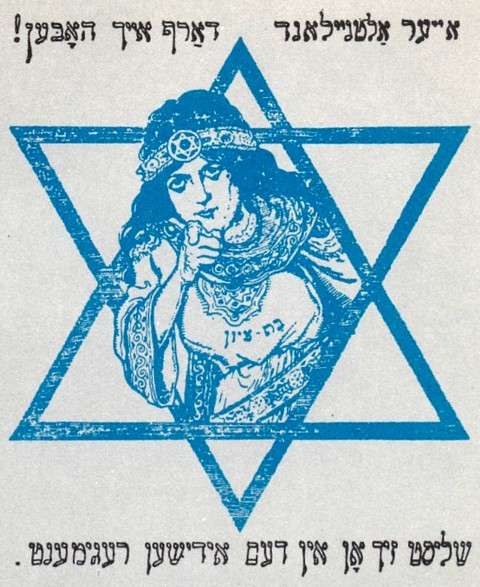
Um cartaz de recrutamento publicado em revistas judaicas americanas durante a Primeira Guerra Mundial. Filha de Sião (representando o povo judeu): Sua Velha Nova Terra deve ter você! Junte-se a Regimento judaico.
Roundel exibido em aeronaves da Força Aérea de Israel, 1948-hoje
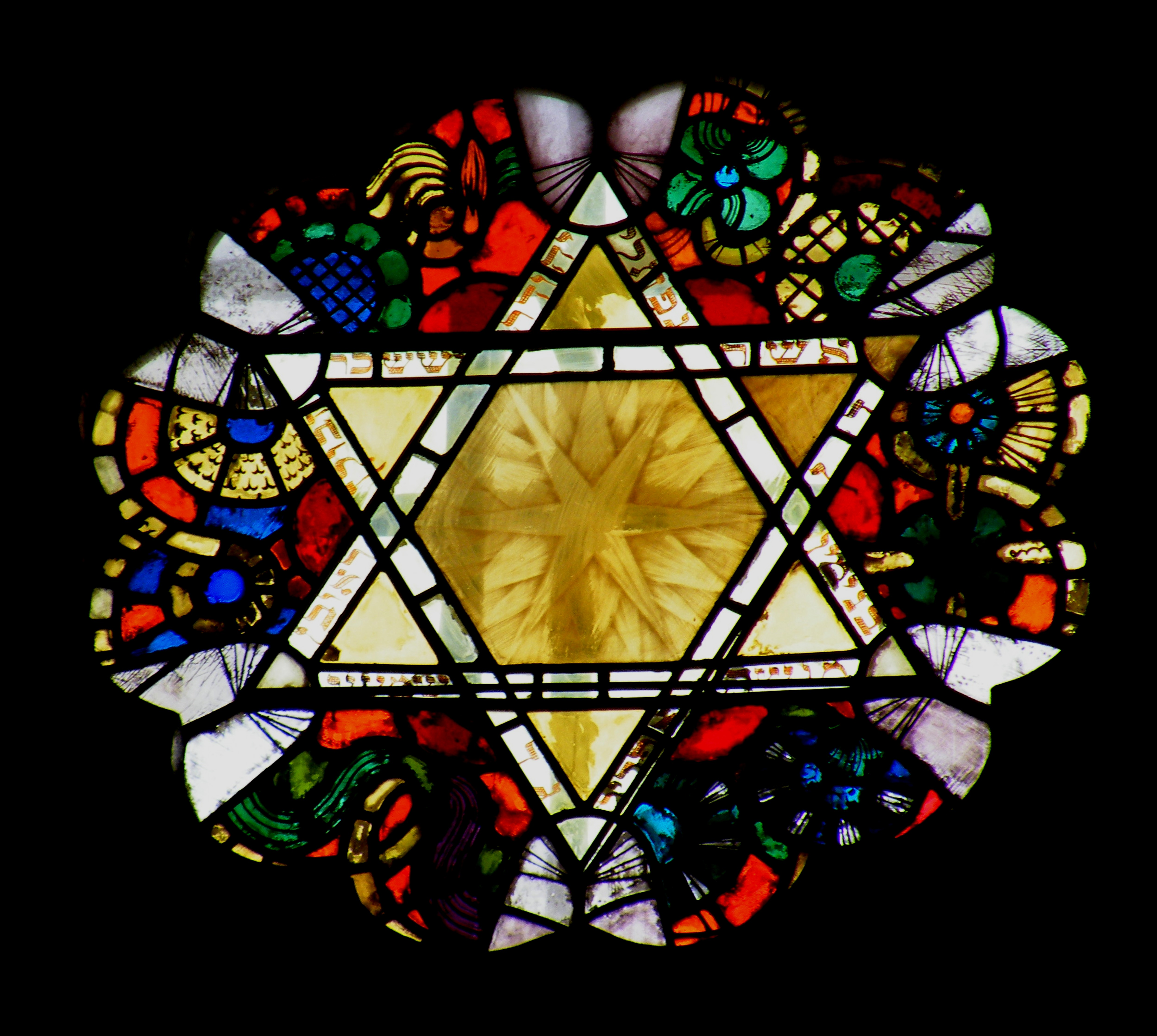
Estrela de David de vitral
Emblema de lápide 3 do USVA
Emblema de lápide 44 do USVA
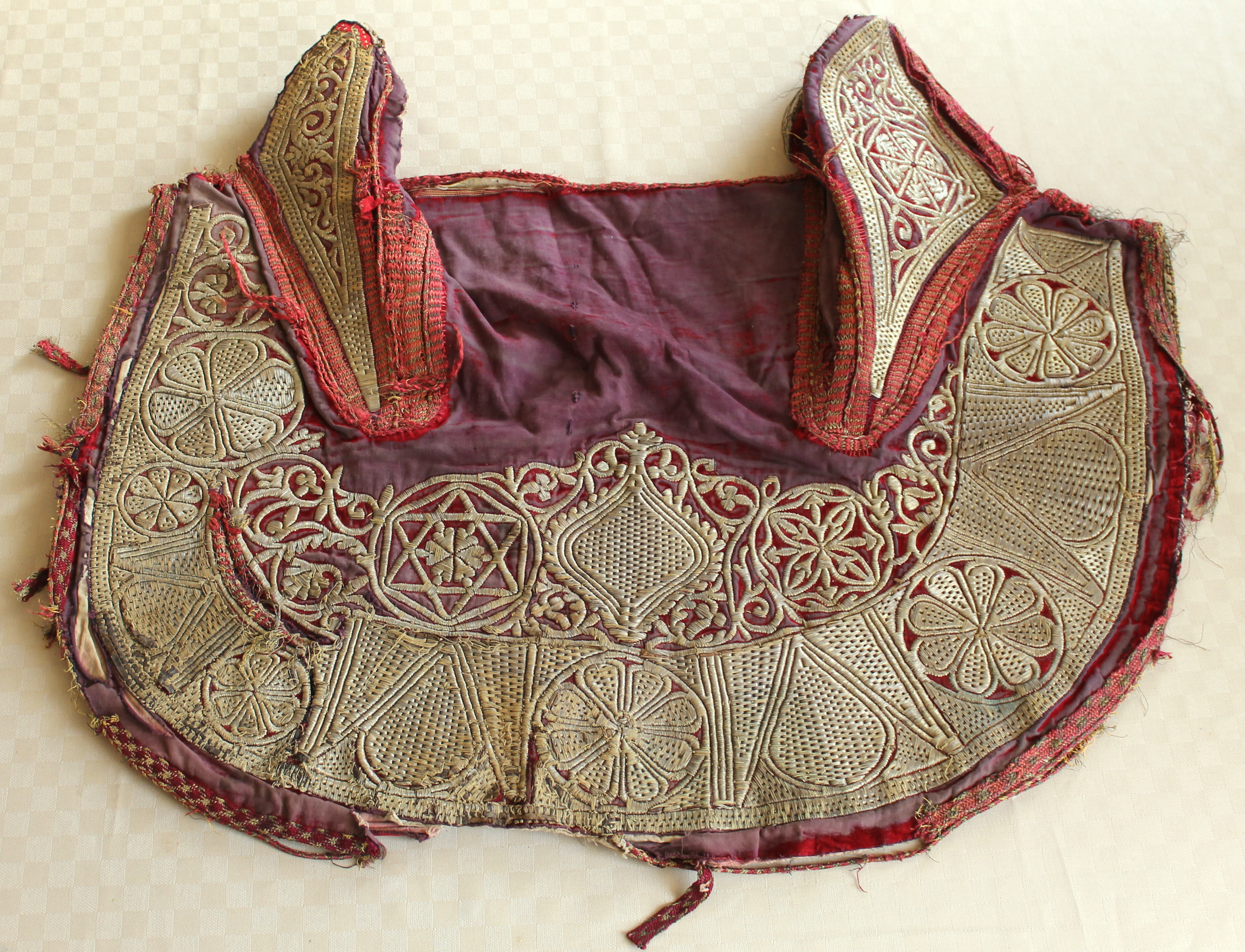
Bordado de capa de cavalo do Marrocos